# Nagiso
Nagiso (japanska: 南木曽町?, Nagiso-machi) är en landskommun (köping) i Nagano prefektur i Japan.  
I kommunen ligger byn Tsumago-juku som var en shukuba, ett rastställe med värdshus, på den gamla huvudvägen Nakasendō mellan Edo (nutida Tokyo) och Kyoto. Byns byggnader har återställts i historiskt skick och byn är en stor turistattraktion. 